# تقسيم (نزاع قبرص)

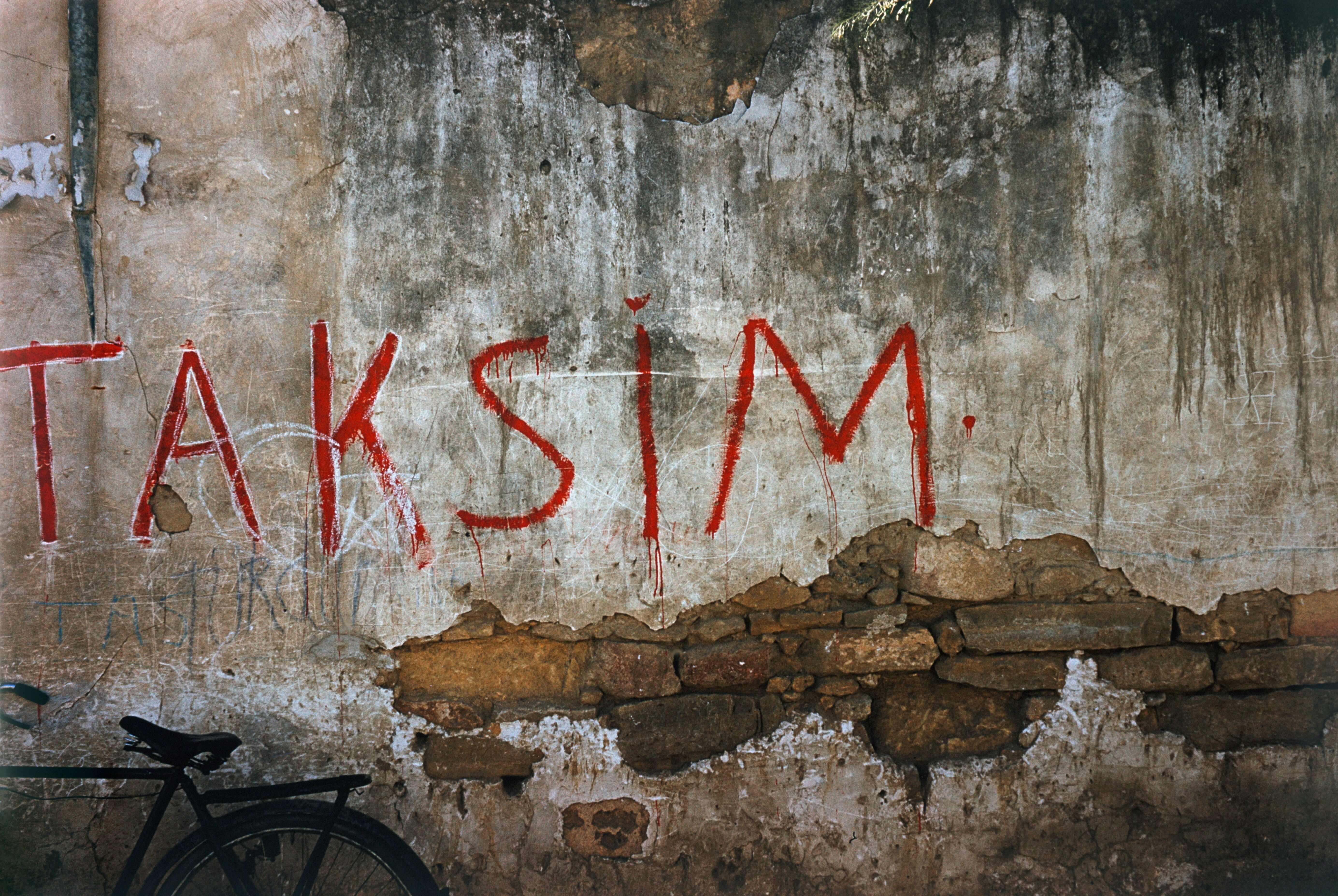
كتابات "تقسيم" على جدار في نيقوسيا في أواخر الخمسينيات

التقسيم (بالتركية: Taksim)‏ كان هدف القبارصة الأتراك الذين دعموا تقسيم جزيرة قبرص إلى أجزاء تركية ويونانية، وهو مفهوم أعلن عنه في وقت مبكر من عام 1957 من قبل الدكتور فاضل كوجوك.
تطورت القومية التركية في قبرص بشكل أساسي استجابةً للقومية اليونانية والرغبة في اتحاد الجزيرة بأكملها مع اليونان. في البداية، فضل القبارصة الأتراك استمرار الحكم البريطاني. ومع ذلك، فقد انزعجوا من دعوات القبارصة اليونانيين إلى التوحيد مع اليونان، لأنهم رأوا أن اتحاد جزيرة كريت مع اليونان قد أدى إلى هجرة الأتراك الكريتيين، وهي سابقة يجب تجنبها،  واتخذوا الموقف المؤيد للتقسيم رداً على النشاط العسكري للمنظمة الوطنية للمقاتلين القبارصة. كما يعتبر القبارصة الأتراك أنفسهم مجموعة عرقية مميزة للجزيرة ويعتقدون أن لهم حقًا منفصلاً في تقرير المصير عن القبارصة اليونانيين. في غضون ذلك، في الخمسينيات من القرن الماضي، اعتبر الزعيم التركي عدنان مندريس قبرص «امتدادًا للأناضول»، ورفض تقسيم قبرص على أسس عرقية وأيد ضم الجزيرة بأكملها إلى تركيا. وركزت الشعارات القومية على فكرة أن «قبرص تركية»، وأعلن الحزب الحاكم أن قبرص جزء من الوطن التركي وحيوية لأمنها. عند إدراك أن القبارصة الأتراك كانوا 20٪ فقط من سكان الجزر، وبالتالي كان الضم غير ممكن، تم تغيير السياسة الوطنية لصالح التقسيم. كثيرا ما استخدم شعار «التقسيم أو الموت» في احتجاجات القبارصة الأتراك والأتراك في أواخر الخمسينيات وطوال الستينيات. على الرغم من أنه بعد مؤتمري زيورخ ولندن، بدت تركيا وكأنها تقبل بوجود الدولة القبرصية وتنأى بنفسها عن سياستها في تفضيل تقسيم الجزيرة، إلا أن هدف زعماء القبارصة الأتراك والأتراك ظل هو إنشاء دولة تركية مستقلة في الجزء الشمالي من الجزيرة.